# 1159
Високе Середньовіччя  •  Золота доба ісламу  •  Реконкіста  •  Хрестові походи  •  Київська Русь

## Геополітична ситуація
Візантію очолює Мануїл I Комнін (до 1180). Фрідріх Барбаросса є імператором Священної Римської імперії (до 1190), Людовик VII Молодий королює у Франції (до 1180).
Апеннінський півострів розділений: північ належить Священній Римській імперії, середню частину займає Папська область, більша частина півдня належить Сицилійському королівству. Деякі міста півночі: Венеція, Піза, Генуя тощо, мають статус міст-республік.
Південь Піренейського півострова в руках у маврів. Північну частину півострова займають християнські Кастилія, Леон (Астурія, Галісія), Наварра та Арагонське королівство (Арагон, Барселона). Королем Англії є Генріх II Плантагенет (до 1189), королем Данії — Вальдемар I Великий (до 1182).
У Києві почав княжити Ростислав Мстиславич (до 1161). Ярослав Осмомисл княжить у Галичі (до 1187), Андрій Боголюбський у Володимирі-на-Клязмі (до 1174). Новгородська республіка та Володимиро-Суздальське князівство фактично відокремилися від Русі. У Польщі період роздробленості. На чолі королівства Угорщина стоїть Геза II (до 1162).
На Близькому сході існують держави хрестоносців: Єрусалимське королівство, Антіохійське князівство, графство Триполі. Сельджуки окупували Персію та Малу Азію, в Єгипті владу утримують Фатіміди, у Магрибі Альмохади, у Середній Азії правлять Караханіди та Каракитаї. Газневіди втримують частину Індії. У Китаї співіснують держава ханців, де править династія Сун, держава чжурчженів, де править династія Цзінь, та держава тангутів Західна Ся. На півдні Індії домінує Чола. В Японії триває період Хей'ан.

## Події
- У Києві почав княжити Ростислав Мстиславич.
- Іван Берладник пішов у похід на галицького князя Ярослава Осмомисла, взяв в облогу Ушицю, але зазнав поразки.
- 170-им папою римським обрано Олександра III, водночас, спираючись на підтримку імператора Фрідріха Барбаросси, папою оголосив себе також Віктор IV.
- Візантійський імператор Мануїл I Комнін із сильним військом увійшов в Антіохію. Князь Рено де Шатільйон змушений просити в нього вибачення за свої подвиги на Кіпрі, й визнати сюзеренітет Візантії. Імператор поставив перед Нур ад-Діном вимогу звільнити всіх християнських бранців, і досягнувши свого повернувся до Царгорода.
- Петро Ломбардський став архієпископом Парижа.
- Король Данії Вальдемар I Великий розпочав серію походів проти вендів.
- Альмохади відбили в норманів Іфрикію.
- В Японії спалахнула смута Хейдзі.

## Померли
- 1 вересня — 169-й папа римський Адріан IV (Ніколас Брейкспір), єдиний понтифік (1154-1159) англієць за походженням.